# Olena Brjuchowez
Olena Wiktoriwna Brjuchowez (ukrainisch Олена Вікторівна Брюховець, russisch Елена Юрьевна Брюховец; * 8. Juni 1971 in Odessa, Ukrainische SSR, Sowjetunion) ist eine ehemalige ukrainische Tennisspielerin.

## Karriere
Brjuchowez konnte während ihrer Karriere drei WTA-Doppeltitel sowie vier ITF-Einzel- und 14 ITF-Doppeltitel gewinnen.
Sie spielte 1991 für die sowjetische sowie 1994 und 1996 für die ukrainische Fed-Cup-Mannschaft, für die sie acht ihrer elf Partien gewann.

## Turniersiege

### Einzel
| Nr. | Datum         | Turnier       | Kategorie   | Belag     | Finalgegnerin     | Ergebnis      |
| --- | ------------- | ------------- | ----------- | --------- | ----------------- | ------------- |
| 1.  | August 1989   | Paderborn     | ITF $10.000 | Sand      | Michaela Kriebel  | 6:1, 6:7, 6:3 |
| 2.  | Oktober 1989  | Lenzerheide   | ITF $10.000 | Teppich   | Valerie Batut     | 6:4, 6:1      |
| 3.  | November 1989 | Swindon       | ITF $25.000 | Teppich   | Beate Reinstadler | 6:2, 6:4      |
| 4.  | Oktober 1996  | Newport Beach | ITF $25.000 | Hartplatz | Mercedes Paz      | 6:2, 6:4      |

### Doppel
| Nr. | Datum          | Turnier        | Kategorie   | Belag           | Partnerin             | Finalgegnerinnen                     | Ergebnis      |
| --- | -------------- | -------------- | ----------- | --------------- | --------------------- | ------------------------------------ | ------------- |
| 1.  | Oktober 1987   | Bol            | ITF $10.000 | Sand            | Wiktorija Milwidskaja | Aida Halatian Jewgenija Manjukowa    | 6:4, 5:7, 6:4 |
| 2.  | August 1988    | Rebecq         | ITF $10.000 | Sand            | Wiktorija Milwidskaja | Ilana Berger Anat Varon              | 6:2, 6:2      |
| 3.  | September 1988 | Brüssel        | ITF $10.000 | Sand            | Wiktorija Milwidskaja | Réka Szikszay Amy van Buuren         | 1:6, 7:5, 6:1 |
| 4.  | Juli 1989      | Subiaco        | ITF $10.000 | Sand            | Jewgenija Manjukowa   | Medi Dadoch Yael Segal               | 6:2, 6:0      |
| 5.  | Oktober 1989   | Lenzerheide    | ITF $10.000 | Teppich         | Jewgenija Manjukowa   | Sandrine Jaquet Eva Krapf            | 6:4, 6:2      |
| 6.  | November 1989  | Pforzheim      | ITF $10.000 | Hartplatz       | Jewgenija Manjukowa   | Caroline Schneider Elizabeth Galphin | 6:1, 6:1      |
| 7.  | November 1989  | Swindon        | ITF $25.000 | Teppich         | Jewgenija Manjukowa   | Julie Salmon Caroline Vis            | 6:3, 6:4      |
| 8.  | Januar 1990    | Helsinki       | ITF $10.000 | Teppich         | Jewgenija Manjukowa   | Nina Erickson Eva Lena Olsson        | 6:1, 6:4      |
| 9.  | Februar 1990   | Stockholm      | ITF $10.000 | Hartplatz       | Jewgenija Manjukowa   | Caroline Franzke Caroline Schneider  | 6:2, 6:0      |
| 10. | Februar 1990   | Bergen         | ITF $10.000 | Teppich         | Nina Erickson         | Barbara Rittner Heike Thoms          | 6:2, 6:2      |
| 11. | April 1990     | Caserta        | ITF $25.000 | Hartplatz       | Jewgenija Manjukowa   | Michaela Frimmelová Réka Szikszay    | 4:6, 6:3, 6:1 |
| 12. | Mai 1990       | Tarent         | WTA Tier V  | Sand            | Jewgenija Manjukowa   | Silvia Farina Rita Grande            | 7:64, 6:1     |
| 13. | Oktober 1990   | Dorado         | WTA Tier IV | Hartplatz       | Natalija Medwedjewa   | Amy Frazier Julie Richardson         | 6:4, 6:2      |
| 14. | September 1991 | St. Petersburg | WTA Tier V  | Teppich (Halle) | Natalija Medwedjewa   | Isabelle Demongeot Jo Durie          | 7:5, 6:3      |
| 15. | Mai 1996       | Stettin        | ITF $50.000 | Sand            | Olena Tatarkowa       | Lenka Cenková Adriana Gerši          | 6:2, 6:1      |
| 16. | Juni 1996      | Taschkent      | ITF $25.000 | Sand            | Olena Tatarkowa       | Katrin Kilsch Robyn Mawdsley         | 6:4, 6:2      |
| 17. | September 2000 | Odessa         | ITF $10.000 | Hartplatz       | Inna Bryukhovets      | Natalia Bogdanova Yuleya Semenets    | 6:3, 6:3      |